# Pariahund
Pariahunde sind sehr ursprüngliche Hunde, die in der Nähe des Menschen leben, ohne betreut oder gefüttert zu werden und ohne direkte Zuchtwahl. Das Wort Paria ist dem indischen Kastenwesen entlehnt und bedeutet Ausgestoßene, Kastenlose; in diesem Falle: Hunde, die am Rande der menschlichen Gesellschaft leben. Sie weisen für gewöhnlich einen recht stabilen Typ auf, der aber regionale Unterschiede besitzt. In einigen Gegenden haben sie sich mit entlaufenen Hunden anderer Rassen vermischt.

## Verbreitung
Pariahunde sind über weite Teile Afrikas, Asiens, Australiens (Dingo),  Neuguineas und Südeuropas sowie Nordamerikas (Südkarolina und Georgia) und Südamerikas (Amazonasgebiet) verbreitet.
Als Schensihunde werden manchmal die Pariahunde des tropischen Hackbaugürtels bezeichnet. Der Basenji ist der bekannteste Vertreter dieses Typs.

## Äußere Merkmale
Pariahunde haben meist Stehohren, sind kurz- bis stockhaarig und haben oft einen ringelförmigen Schwanz. Sie sind fast immer sandfarben oder hellbraun. Je rauer das Klima ist, desto länger sind die Haare. In Wüstenregionen wird der Typ oft windhundartig.

## Verhalten
Ein Kennzeichen sind ihre wolfsähnlichen Laute. Sie bellen meist nicht, sind aber – wie Wölfe auch – dazu in der Lage. Ihr Bellen ist kurz, einsilbig und nicht so melodisch wie das der Haushunde.

## Rassen
Ursprüngliche Pariahunde weisen regionale Schläge, jedoch keine Rassen im züchterischen Sinne auf. Einige Typen wurden jedoch züchterisch bearbeitet und zu Hunderassen. Dingos sind Nachkommen asiatischer Pariahunde.
Zu den Rassen vom Pariatyp gehören u. a.:
- Carolina Dog
- Xoloitzcuintle (mexikanischer Nackthund)
- Korea Jindo Dog
- Kanaanhund (Canaan Dog)

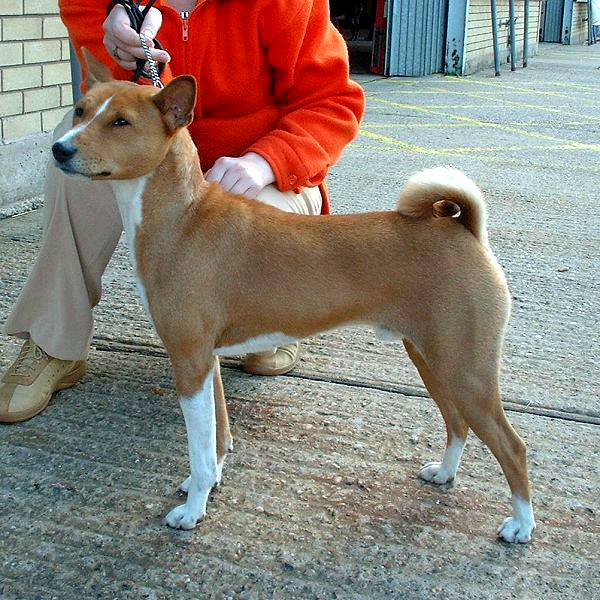
Basenji
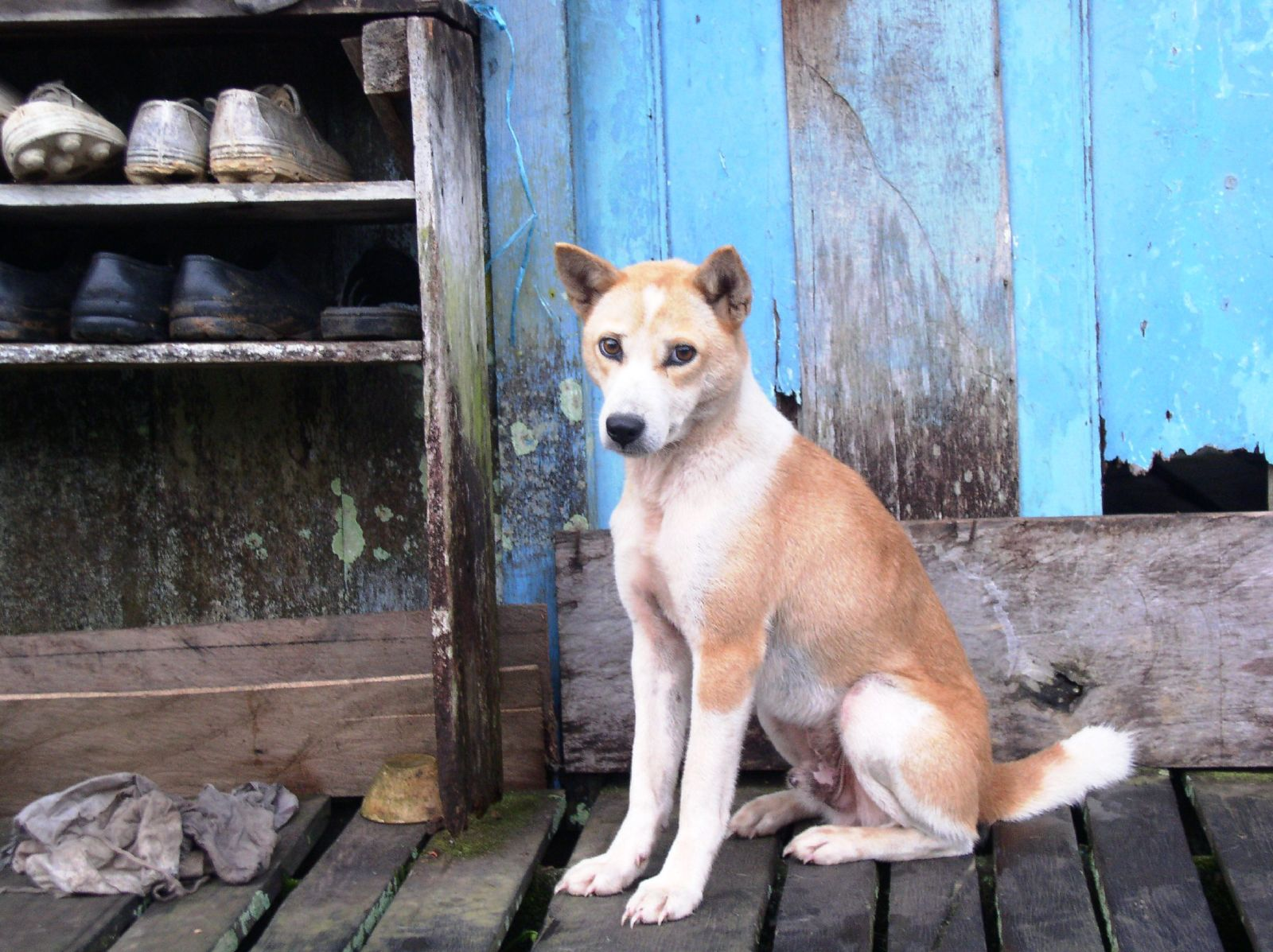
Borneohund
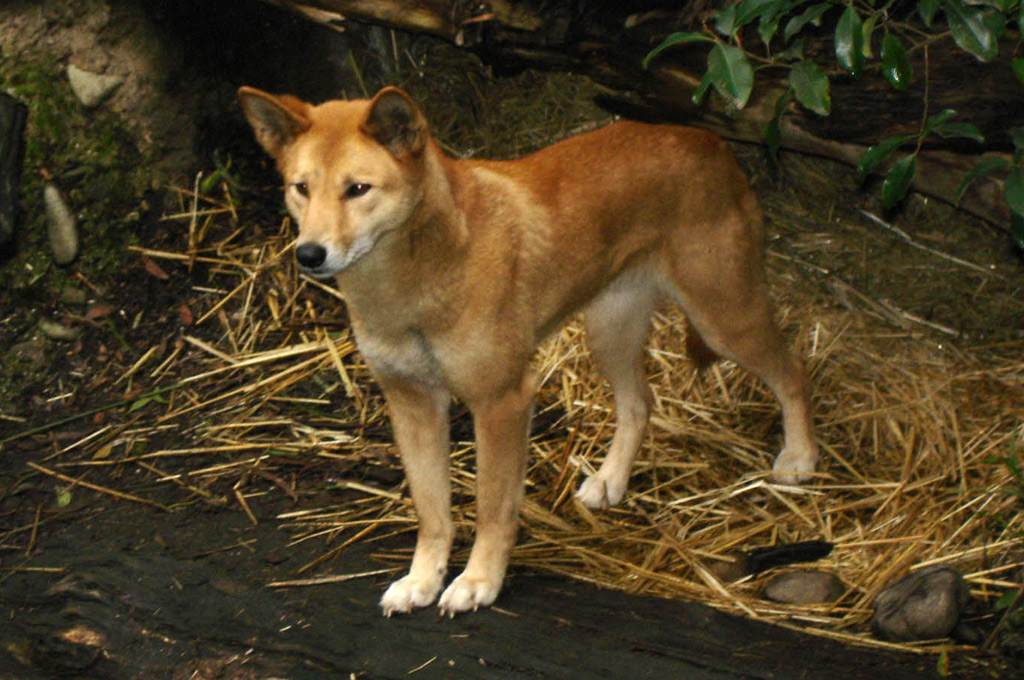
Dingo
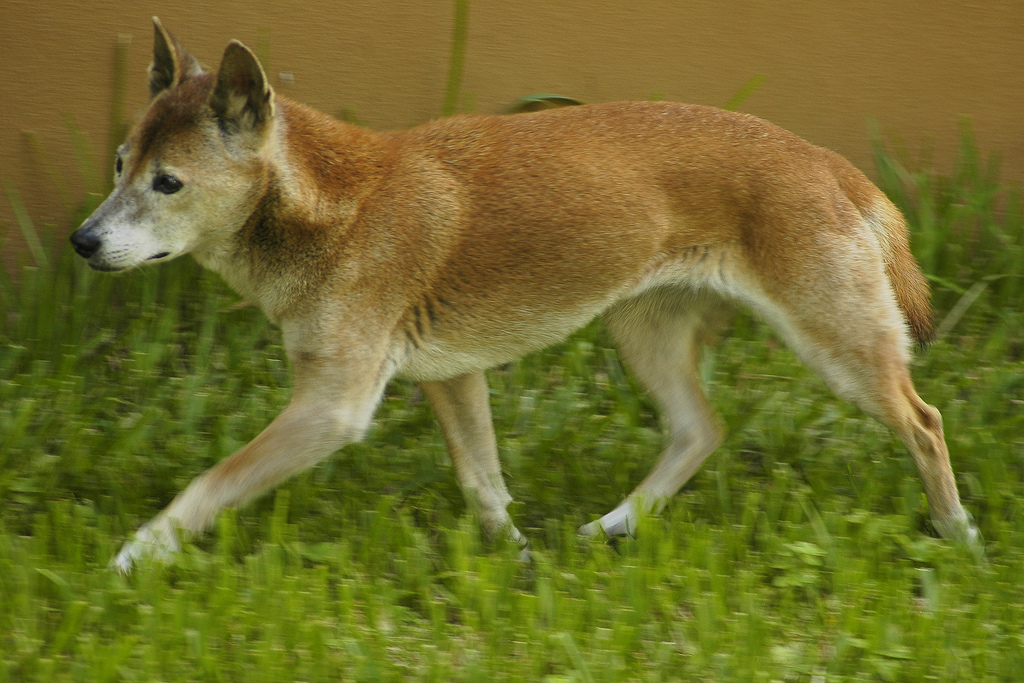
Neuguinea-Dingo
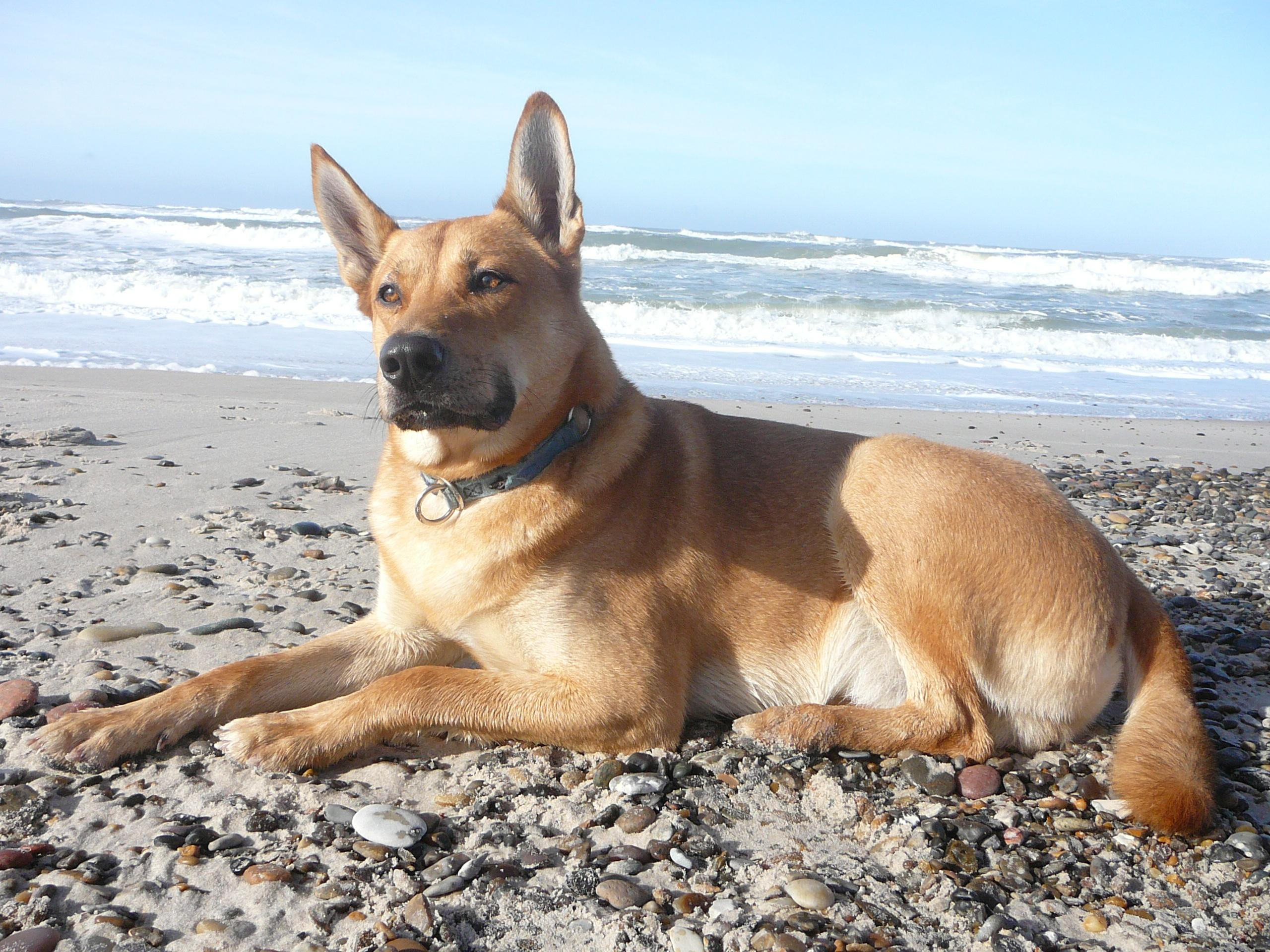
Carolina Dog
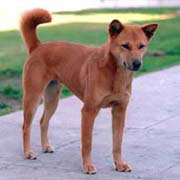
Korea Jindo Dog

- Kintamani (Anjing Kintamani Bali)
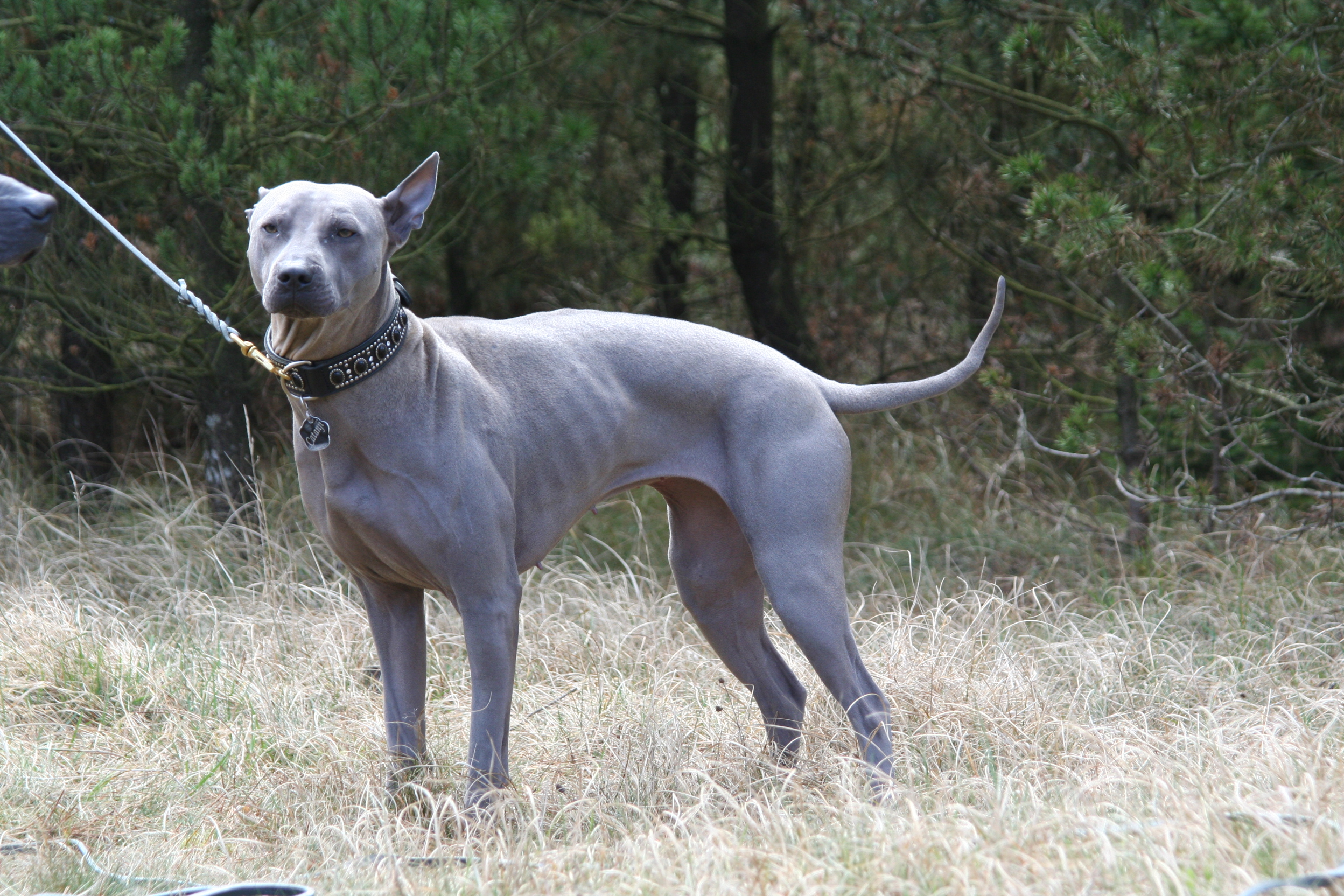
Thai Ridgeback

- Basenji
- Borneohund
- Dingo
- Neuguinea-Dingo
- Carolina Dog
- Korea Jindo Dog
- Thai Ridgeback